# Plagigeyeria
Plagigeyeria là một chi ốc nước ngọt từ rất nhỏ đến nhỏ có nắp, là động vật thân mềm chân bụng sống dưới nước thuộc họ Hydrobiidae.

## Các loài
Các loài thuộc chi Iglica bao gồm:
- Plagigeyeria conilis